# Francisco Serapio Mora
Francisco Serapio Mora (* 1801; † 4. Juli 1880 in Paris) war ein mexikanischer Botschafter.

## Leben
Francisco Serapio Mora war für Tamaulipas Mitglied der Asamblea de Notables, jenes Senates, den die Bundesverfassung der Vereinigten Staaten von Mexiko von 1857 abschaffte. Als Folge des US-Mexikanischen Kriegs (1846–1848) wurden die Aufwendungen für die diplomatischen Vertretungen in Südamerika nur noch zögerlich von der mexikanischen Regierung übernommen. Francisco Serapio Mora verließ am 9. März 1856 wegen Zahlungsunfähigkeit seines Arbeitgebers seinen Posten bei den Regierungen von Kolumbien, Venezuela und Ecuador.
Nach dem Guerra de Reforma (17. Dezember 1857 bis 1. Januar 1861) war Francisco Serapio Mora ab 1861 am Hof von Preußen akkreditiert, als 1862 die zweite französische Intervention in Mexiko begann. 1864 erhielt er weitere Akkreditierungen beim Zaren Alexander, dänischen König und bei Karl XV. (Schweden). Am 7. November 1864 informierte Benito Juárez den Kongress von Mexiko darüber, dass aufgrund der zweiten Französischen Intervention in Mexiko die diplomatischen Beziehungen zu den europäischen Regierungen unterbrochen seien. Francisco Serapio Mora war danach am Hof von Kaiser Maximilian als Zeremonienmeister (Gran-Maestro de Ceremonias) tätig.
Francisco Serapio Mora wurde am 8. Dezember 1866 von Maximilian I.  als Botschafter in Österreich-Ungarn ernannt. Nachdem Maximilian am 19. Juni 1867 füsiliert wurde, wurden die Beziehungen von Seiten Habsburgs abgebrochen.
| Vorgänger              | Amt | Nachfolger                       |
| ---------------------- | --- | -------------------------------- |
| Fernando Mangino       | mexikanischer Botschafter in Paris 17. März 1851 bis 1. Juni 1853 | José Ramón Pacheco               |
| Federico Falqués       | mexikanischer Botschafter in Bogotá 6. Februar 1855 bis 28. August 1856 | Leonardo López Portillo          |
| Federico Falqués       | mexikanischer Botschafter in Caracas 6. Februar 1855 bis 28. August 1856 | Leonardo López Portillo          |
| Federico Falqués       | mexikanischer Botschafter in Quito 6. Februar 1855 bis 28. August 1856 | Leonardo López Portillo          |
| Andrés Negrete         | mexikanischer Botschafter in Den Haag 2. September 1864 bis 8. Dezember 1866 | Ángel Núñez de Ortega            |
| —                      | mexikanischer Botschafter in Sankt Petersburg 5. September 1864 bis 8. Dezember 1866 | Pedro Rincón Gallardo y Terreros |
| —                      | mexikanischer Botschafter in Stockholm 7. November 1864 bis 8. Dezember 1867 | Miguel Covarrubias               |
| Andrés Negrete         | mexikanischer Botschafter in Brüssel 9. Januar 1866 bis 8. Dezember 1866 sein Akkreditierungsschreiben lautete auf Österreich ob er in Brüssel akkreditiert war geht aus seinen Unterlagen nicht hervor. | Ángel Núñez de Ortega            |
| Tomás Murphy y Alegría | mexikanischer Botschafter in Wien am 8. Dezember 1866 vom Maximilian I. (Mexiko) bis 8 dic. 1867 | José de Teresa y Miranda         |